# Приисковское городское поселение
Городско́е поселе́ние «Приисковское» — муниципальное образование в Нерчинском районе Забайкальского края Российской Федерации.
Административный центр — пгт Приисковый.

## История
Статус и границы городского поселения установлены Законом Читинской области от 19 мая 2004 года «Об установлении границ, наименований вновь образованных муниципальных образований и наделении их статусом сельского, городского поселения в Читинской области».

## Население
| 2009  | 2010  | 2011  | 2012  | 2013  | 2014  | 2015  |
| ----- | ----- | ----- | ----- | ----- | ----- | ----- |
| 1634  | ↗2151 | ↘2140 | ↘2089 | ↘2053 | ↘2025 | ↘2017 |
| 2016  | 2017  | 2018  | 2019  | 2020  | 2021  |       |
| ↘2008 | ↘1968 | ↘1956 | ↗1966 | ↘1948 | ↘1886 |       |

## Состав городского поселения
| № | Населённый пункт | Тип населённого пункта      | Население |
| - | ---------------- | --------------------------- | --------- |
| 1 | Калинино         | село                        | ↘413      |
| 2 | Приисковый       | пгт, административный центр | ↗1459     |
| 3 | Шивки            | село                        | ↗170      |